# Vědeckotechnický park
Vědeckotechnický park (VTP) lze obecně definovat jako aktivitu či infrastrukturu, která zajišťuje partnerství mezi akademickou sférou, organizacemi výzkumu a vývoje a podnikovou sférou, a to za podpory veřejného sektoru (zejména místního a regionálního) za účelem podpory inovací a konkurenceschopnosti daného území a podniků v něm umístěných.
Světová asociace vědeckých parků (IASP) definuje pojem vědeckotechnický park takto: "Vědecký park je organizace řízená odborníky, jejímž hlavním cílem je zvyšovat bohatství společnosti prostřednictvím podpory kultury inovací a zvyšovat konkurenceschopnost přidružených firem a znalostně založených institucí. Aby bylo tohoto cíle dosaženo, vědecký park stimuluje a řídí tok znalostí a technologií mezi univerzitami, výzkumnými ústavy, podniky a trhem; park napomáhá vzniku a rozvoji inovačně založených firem prostřednictvím inkubace a zakládání spin-off firem; park společně s kvalitními prostory a zařízením nabízí i další služby s přidanou hodnotou.”

## Vymezení pojmu VTP
VTP je podnikatelská infrastruktura (průmyslová zóna, podnikatelské prostory k pronájmu) přispívající k růstu ekonomické úrovně regionu prostřednictvím podpory rozvoje a růstu firem se zajímavým nápadem a zaměřením. Často je vědeckotechnický park umístěn v blízkosti univerzity (případně může být i univerzitou provozován). Dochází tak k rychlému přenosu informací z výzkumných pracovišť do firem. Vědeckotechnické parky provádějí několik činností. VTP poskytují organizované propojení mezi podniky a zkušenostmi a schopnostmi místních akademiků. Vytvářejí tedy partnerství ve výzkumu a vývoji mezi univerzitami a podnikatelskou sférou, pomáhají při růstu nových podniků a podporují jejich ekonomický rozvoj. Rovněž umožňují rozvoj inovačních podniků prostřednictvím inkubace a investic rizikového kapitálu. Kromě zázemí mohou poskytovat i další služby.
Kromě pronájmu prostor většinou park nabízí i služby inkubátoru. Podnikatelský inkubátor je kombinace dotovaného (zvýhodněného) nájemného pro začínající inovativní firmy (firmy se zajímavým nápadem a zaměřením) spolu s poradenskými službami, které tyto firmy potřebují (pomoc s podnikatelským záměrem, s marketingem a propagací, se zajištěním financí, s účetnictvím, právní služby apod.). Součástí vědeckotechnického parku také bývá pracoviště pro transfer technologií, které pomáhá komerčně využít výsledky výzkumu v podnikové praxi.
Vědeckotechnické parky v České republice jsou sdruženy do Společnosti vědeckotechnických parků ČR (SVTP). SVTP používá termín vědeckotechnický park jako nadřazený pojem, který dle ní v českých podmínkách zahrnuje tři hlavní druhy VTP, které společně vytváří inovační infrastrukturu ČR:
- vědecký park (centrum),
- technologický park,
- podnikatelské a inovační centrum.[2]

## Vznik
Vědecké parky začala zakládat Stanfordova univerzita, aby řešila problémy s nedostatkem financí – takovým způsobem, že pronajala část svých nemovitostí high-tech podnikům, aby zde vytvořily výrobní provozy. Tato oblast se stala známá jako Silicon Valley (Křemíkové údolí) a v současné době v ní působí přes 2000 podniků z oblasti elektrotechniky a informačních a komunikačních technologií. K prudkému rozmachu VTP ve světě došlo v 80. letech. Avšak v zemích střední a východní Evropy začaly VTP pomalu vznikat až od počátku 90. let. K většímu nárůstu počtu parků v ČR došlo zejména po roce 2004, kdy Česká republika vstoupila do Evropské unie. Celosvětově bylo nejvíce parků založeno ve druhé polovině osmdesátých let.

## Hlavní cíle
- uskutečňování strukturálních změn,
- podíl při uskutečňování hospodářského programu rozvoje regionu,
- využili výzkumného a vývojového potenciálu,
- vznik malých a středních inovačních firem,
- konkurenční schopnosti výrobků,
- zajišťování transferu technologií,
- výchova v inovačnímu podnikání,
- vytváření nových pracovních příležitostí,
- podíl na rekvalifikaci,
- podíl na vytváření inovační infrastruktury (její součást),
- součinnost s regionálními poradenskými a informačními centry, středisky transferu technologií,
- mezinárodní spolupráce.[4]

## VTP v České republice
- BIC Brno (Brno)
- BIC Ostrava (Ostrava)
- BIC Plzeň (Plzeň)
- Centrum aplikovaného výzkumu Dobříš (Dobříš)
- Centrum podpory inovací VŠB-TUO (Ostrava-Poruba)
- CTTV – INOTEX (Dvůr Králové n.L.)
- Český technologický park (Brno)
- Inovacentrum ČVUT (Praha 6)
- Inovační biomedicínské centrum ÚEM AV ČR (Praha)
- Inovační technologické centrum – VÚK (Panenské Břežany)
- Jihočeský vědeckotechnický park (České Budějovice)
- Jihomoravské inovační centrum (Brno)
- Moravskoslezské inovační centrum Ostrava (Ostrava)
- Podnikatelské a inovační centrum Most (Most)
- Podnikatelské centrum RUMBURK, VTP (Rumburk)
- Podnikatelský a inovační park Agritec (Šumperk)
- Podnikatelský a inovační park H. Brod (Havlíčkův Brod)
- Podnikatelský inkubátor Brno – Jih (Brno)
- Podnikatelský inkubátor Kunovice – Panský dvůr (Kunovice)
- Podnikatelský inkubátor Nymburk, p.o. (Nymburk)
- Podnikatelský inkubátor RVP Invest (Fulnek)
- Podnikatelský inkubátor STEEL IT (Třinec)
- Podnikatelský inkubátor Vsetín (Vsetín)
- Průmyslový areál Slavičín – Centrum informačních technologií a aplikované informatiky (Slavičín)
- Středisko rozvoje IT OLLI (Brno)
- Technologické centrum Akademie věd ČR (Praha 6)
- TECHNOLOGICKÉ CENTRUM Hradec Králové (Hradec Králové)
- Technologické centrum Písek (Písek)
- Technologické inovační centrum ČKD Praha (Praha 9)
- Technologické inovační centrum (Zlín)
- Technologický inkubátor VUT a TI2 v Brně (Brno)
- Technologický park Chomutov o.p.s. (Chomutov)
- Technologický park Progress (Holešov)
- Technologický park při VÚTS Liberec (Liberec)
- TechnoPark Pardubice (Pardubice)
- Vědecko – technologický park Ostrava (Ostrava) - Moravskoslezské inovační centrum Ostrava
- Vědecko technický park Řež (Husinec – Řež)
- Vědeckotechnický park Agrien (České Budějovice)
- Vědeckotechnický park Novém Hrady (Nové Hrady)
- Vědeckotechnický park Plzeň (Plzeň)
- Vědeckotechnický park při UTB ve Zlíně (Zlín)
- Vědeckotechnický park Roztoky, a.s. (Roztoky)
- Vědeckotechnický park Univerzity Palackého (Olomouc)
- Vědeckotechnický park Ústí nad Labem (Ústí nad Labem)
- Vědeckotechnický park VZLÚ Praha (Praha – Letňany)
- Vědeckotechnický park, ENKI (Třeboň)
- VTP Mstětice (Zeleneč – Mstětice)
- VYRTYCH – Technologický park a inkubátor (Březno)

## VTP ve světě
Ostatní VTP lze nalézt na seznamu vědeckých a technologických parků.